# Artrosis
Gli Artrosis sono una band Gothic metal formata nel 1995 a Zielona Góra in Polonia.

## Formazione

### Formazione attuale
- Magdalena Stupkiewicz-Dobosz – voce (1995-)
- Rafał Grunt – chitarra 1999-2002, 2011-)
- Maciej Niedzielski – tastiere (1995-2005, 2011-)
- Piotr Milczarek – basso elettrico (2011-)

### Ex componenti
- Konrad Biczak – batteria (2005-2006)
- Mariusz Kuszewski (Sacriversum) – chitarra (2003-2004)
- Marcin Pendowski – basso (1998-2001)
- Krzysztof Białas – chitarra (1995-1999)
- Krystian Kozerawski (Hermh, Sacriversum) – chitarra
- Remigiusz Mielczarek (Sacriversum) – basso
- Lukasz Migdalski (ex-Aion) – tastiere
- Paweł Świca – batteria

## Discografia
Album in studio
- 1997 - Ukryty Wymiar
- 1998 - W Imie Nocy
- 1999 - Posród Kwiatów I Cieni
- 2000 - In The Flower's Shade
- 2001 - Fetish
- 2001 - In Nomine Noctis
- 2002 - Melange
- 2006 - Con Trust
- 2011 - Imago
- 2015 - Odi et Amo

Demo
- 1996 - Siódma Pieczec

Live
- 2000 - Live in Kraków
- 2001 - Koncert w Trójce
- 2002 - Live in Kraków: Among The Flowers And Shadows